# Tordo Solitario
Il Tordo Solitario (Turdus Solitarius in latino) è una costellazione obsoleta introdotta nel 1776 dall'astronomo francese Pierre Charles Le Monnier in uno scritto intitolato Constellation du Solitaire nelle Memorie dell'Accademia Reale Francese delle Scienze.
Occupava un'area presso la coda dell'Idra, vicino alla Bilancia, e rappresentava, secondo il proprio ideatore, un «uccello delle Indie e delle Filippine». L'uccello raffigurato sulla carta di Le Monnier somiglia moltissimo ad una femmina di passero solitario (Monticola solitarius, famiglia Turdidi), un piccolo uccello europeo che, malgrado il nome, è imparentato con i tordi. Le Monnier disse di aver introdotto tale costellazione in memoria del viaggio a Rodrigues, un'isola dell'Oceano Indiano, di un altro astronomo francese, Alexandre-Guy Pingré, recatosi laggiù per osservare il transito di Venere del 1761.
Nel libro Star Names, lo storico delle stelle Richard Hinckley Allen sostenne che l'uccello rappresentato nella costellazione fosse un solitario di Rodrigues, un uccello estinto incapace di volare simile al dodo.

## Noctua

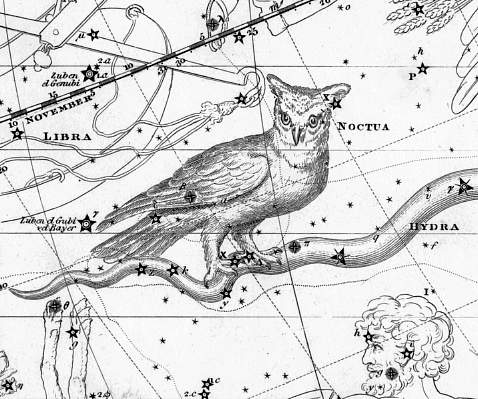
Noctua, nell'Atlante Celeste di Alexander Jamieson (1822)

Lo scienziato britannico Thomas Young rinominò la costellazione Tordo Beffeggiatore nella sua mappa stellare del 1806, mentre un altro inglese, l'astronomo amatore Alexander Jamieson, autore di un Atlante Celeste del 1822, la chiamò Noctua, la civetta. Jamieson rimase colpito dal fatto che questo uccello non fosse mai comparso tra le costellazioni, «data la frequenza con cui si aggira tra gli antichi monumenti egizi».
Malgrado tutti questi cambi di nome, però, la costellazione venne ben presto abbandonata.